# Rosette (AOC)
Pour les articles homonymes, voir Rosette.
Le rosette est un vin blanc moelleux français du vignoble de Bergerac dans le Sud-Ouest de la France. Il bénéficie d'une appellation d'origine contrôlée (AOC).

## Histoire
L'appellation rosette a connu les gloires et déboires du vignoble de Bergerac (voir l'historique de cet article).
Son territoire correspond à celui qui a été délimité en 1322 sous l'appellation de « vinée de Bergerac ».
L'appellation d'origine contrôlée (AOC) est créée par décret du 12 mars 1946.
Tombé dans l'oubli, le vignoble est à nouveau exploité dans les années 1960 grâce à quelques rapatriés d'Afrique du Nord. Il bénéficie par le suite du label européen appellation d'origine protégée (AOP) créé en 1992.
En 2011, une dizaine de vignerons s'en occupent.

## Situation

### Aire géographique
L'appellation rosette peut être produite dans l'aire délimitée sur les communes de Bergerac, Creysse, Ginestet, Lembras, Maurens et Prigonrieux. Elle tire son nom d'un lieu-dit de la commune de Bergerac,.
Elle s'étend sur un arc de cercle, de l'ouest au nord de la ville de Bergerac. C'est une production confidentielle menacée par l'urbanisation. La superficie plantée, 21 hectares en 2005, n'est plus que de 10,6 hectares en 2008.

### Climatologie
Le vignoble de rosette subit le même climat que Bergerac (voir la climatologie générale du vignoble de Bergerac).
Cependant, elle bénéficie d'un microclimat particulièrement favorable de par sa forme : un amphithéâtre de collines exposées plein sud face à la  Dordogne.

### Géologie et orographie
Le vignoble est établi sur un sol de roches détritiques du Pléistocène. Ce sont des sables argileux mêlés de graviers et riches en fer qui ont été amenés par la rivière. Ils sont issus de l'érosion d'arènes granitiques du Massif central et se sont déposés en couches relativement épaisses sur le substrat sédimentaire de la région (calcaire).
Ce sol est à pH à tendance acide. Ce sont des sols bien drainants peu fertiles qui se réchauffent vite au printemps. Cela en fait un facteur favorable à la culture de la vigne, entrainant une bonne précocité et plus tard une maturité optimale. 

## Vignoble

### Encépagement
Les cépages préconnisés par le cahier des charges de l'appellation sont la muscadelle B, les sauvignons blanc B et gris G, et le sémillon B. 
La règle de proportion exige au moins 15 % des deux sauvignons et limite leur présence à 70 %.

### Pratiques culturales
La densité de plantation est de 4 000 pieds de vigne par hectare au minimum. Les rangs ne doivent pas être écartés de plus de 2,50 mètres et l'écartement entre ceps doit être au moins de 90 centimètres. Les tailles longues (guyot) ou courtes (cordon de Royat, gobelet) sont préconisées avec une limite maximale de 12 yeux par cep de vigne. Ces yeux ou bourgeons porteurs de grappe peuvent être un peu plus nombreux à condition que le vigneron enlève les yeux surnuméraires lors de l'épamprage.
Le feuillage doit atteindre une hauteur égale à au moins 0,6 fois l'écartement entre les rangs de vigne. Cette mesure doit favoriser une surface foliaire suffisante pour la photosynthèse.
Les vignes ne peuvent pas comporter un taux de ceps morts ou manquants supérieur à 20 %, sinon le rendement de la parcelle est amputé du pourcentage de ceps manquants. Le vigneron doit entretenir la parcelle pour assurer un bon état sanitaire de la vigne. Pour cela, il traite contre les maladies cryptogamiques (oïdium, mildiou, black rot, excoriose, etc.) et tond ou laboure sous les ceps pour ne pas entretenir une humidité propice aux maladies.

### Récolte
Le raisin doit être récolté bien mûr. Il doit comporter au moins 196 grammes de sucre par litre de moût. Le vigneron doit attendre la publication du ban des vendanges pour commencer à récolter. La machine à vendanger n'est pas interdite mais elle ne permet pas de faire de tris successifs.
La quantité de raisin à la parcelle est limitée à 8 000 kilogrammes par hectare. Le rendement en vin fini est de cinquante hectolitres par hectare. Toutefois, il peut exceptionnellement être remonté au rendement butoir de 60 hl/ha.
Compte tenu de la moindre superficie cultivée, la récolte a chuté de 764 hectolitres en 2005 à 402 hectolitres en 2008.

### Vinification
À l'arrivée au chai, le raisin est pressé ou peut subir une courte macération pelliculaire. Après pressurage, le moût est mis en cuve, parfois en barrique, pour y effectuer la fermentation alcoolique. Généralement, la fermentation malolactique n'est pas effectuée, le vigneron préférant garder plus d'acidité pour avoir un bon équilibre en bouche entre sucre et vivacité.
Le vin fini est élevé quelques mois avant d'être embouteillé pour la commercialisation.

### Les critères analytiques
Le vin fini doit avoir un titre alcoométrique volumique naturel d'au moins 12 %, dont 11 % acquis. La quantité de sucre non fermenté est comprise entre 25 et 51 grammes par litre.
La teneur en acidité volatile est limitée à 0,70 gramme par litre (exprimé en H2SO4). Cette disposition exclut presque la pourriture noble sur la vendange.

## Vins de rosette

### Dégustation
Le vin de rosette a une couleur jaune paille pâle. 
Les arômes en nez sont fruités (agrumes, fruits exotiques, pêche, etc.) et floraux (chèvrefeuille, fleur d'acacia, etc.),.
En bouche, le sucre donne une onctuosité sans excès qui s'équilibre bien avec une pointe de vivacité en fin de bouche.

### Accords gastronomiques
C'est un vin d'apéritif ou de plat de volailles ou de poissons en sauce. Avec le fromage, il accompagne bien les fromages à pâte persillée comme le bleu d'Auvergne.
Pierre Casamayor le recommande avec un foie gras de canard chaud aux pommes.

## Galerie

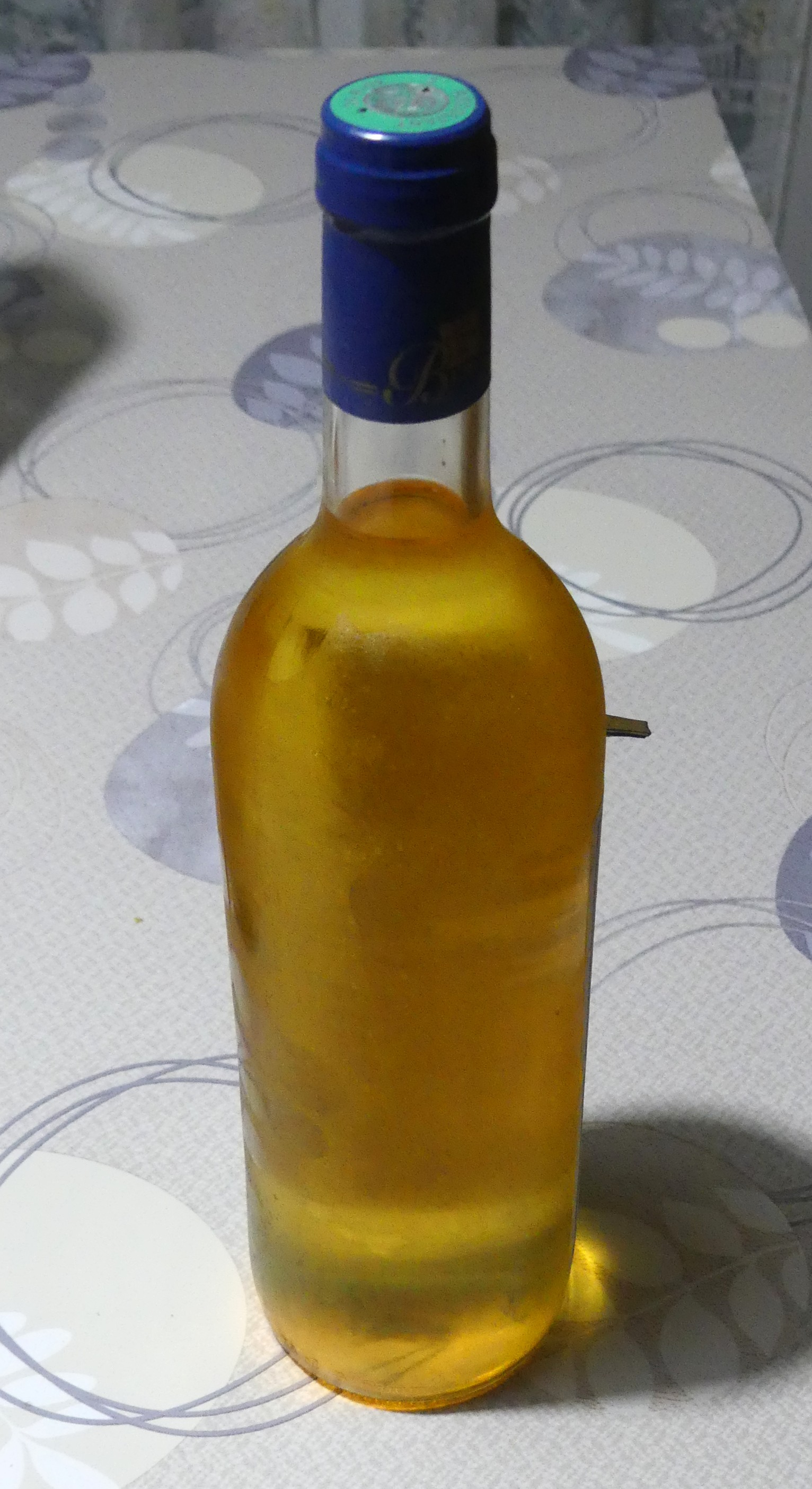
Bouteille de rosette AOC millésime 2000, photographiée fin 2024.
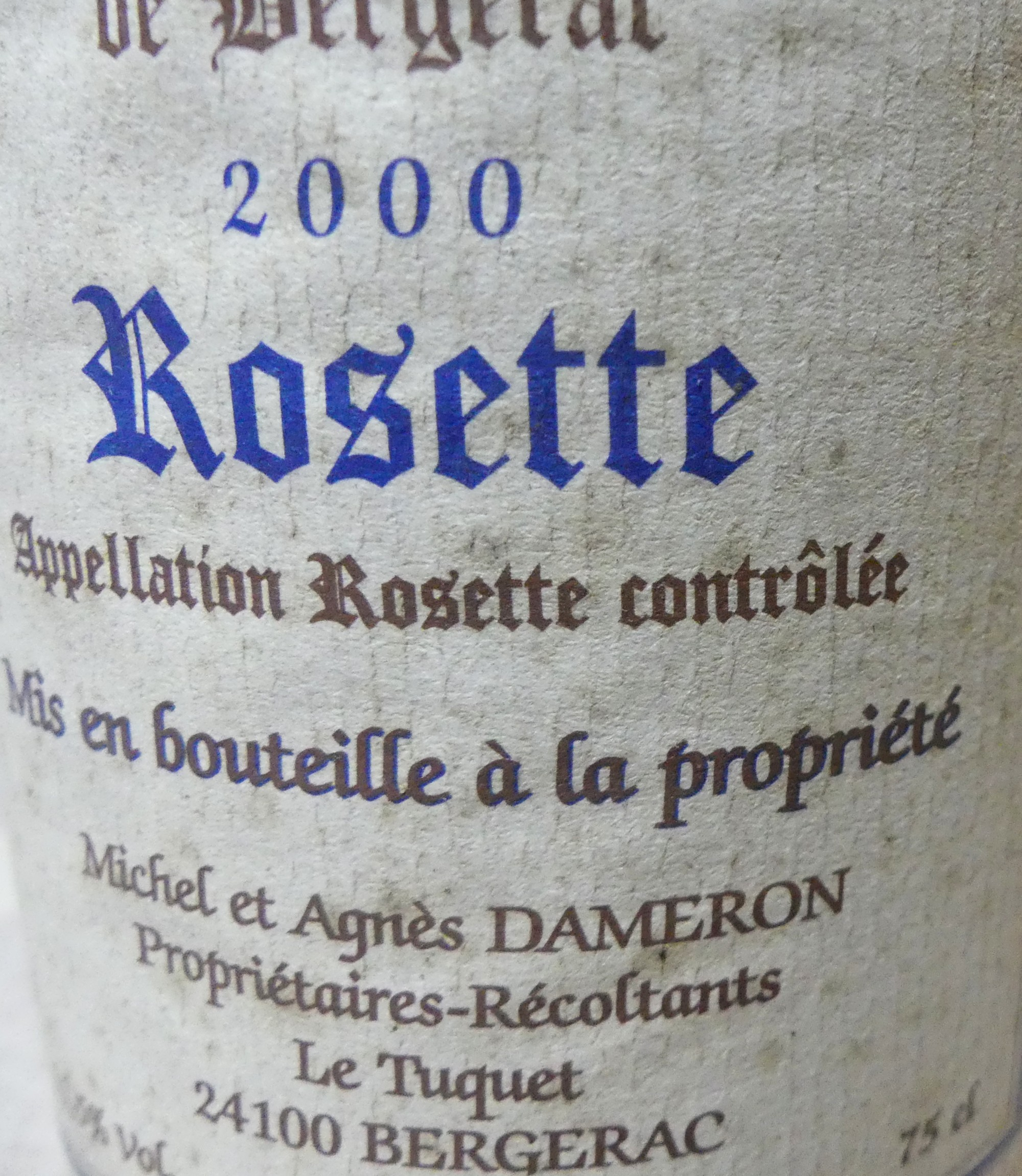
Étiquette de rosette AOC millésime 2000.

## Sources